# Parastenocaris kalypso
Parastenocaris kalypso is een eenoogkreeftjessoort uit de familie van de Parastenocarididae. De wetenschappelijke naam van de soort is voor het eerst geldig gepubliceerd in 1988 door Pesce, Galassi & Cottarelli.